# Cajuri
Cajuri es un municipio brasileño del estado de Minas Gerais. Su población estimada en 2004 era de 4431 habitantes.
El Distrito Paraguay, perteneciente al Municipio de Cajuri, posee una población de 1000 personas y recibió ese nombre, debido al hecho que durante la Guerra del Paraguay, los soldados convocados se refugiaron en la región y al regresar a sus ciudades de origen, dijeron que estaban viniendo en el Paraguay.